# Avenger-Klasse
Die Schiffe der Avenger-Klasse (von englisch avenger „Rächer“) sind Minensuchboote der United States Navy. Sie haben die Aufgabe, wichtige Seeverbindungen von Seeminen zu räumen. Dazu sind sie mit verschiedenen Sensoren und Minenräumgeräten ausgestattet. Der Rumpf besteht aus Holz, das mit glasfaserverstärktem Kunststoff überzogen ist, um die magnetische Signatur möglichst gering zu halten. Bei dem verwendeten Holz handelt es sich um Eiche, Douglasie und um Nootka-Scheinzypresse. Zwischen 1987 und 1994 wurden von Marinette Marine Corporation in Marinette, Wisconsin und Peterson Ship Builders, ebenfalls in Wisconsin, vierzehn Einheiten gebaut.
Die USS Avenger war während des 2. Golfkrieges 1990/91 das am längsten im Einsatz befindliche Schiff der Koalitionsstreitkräfte.
Seit 2005 gehören die Schiffe der Avenger-Klasse zur Active Naval Reserve Force, Mine Countermeasures Squadron 2, U.S. Atlantic Fleet.

## Liste der Einheiten
| Name                   | Bauwerft              | Indienststellung   | Außerdienststellung | Bemerkungen (Heimathafen)                         |
| ---------------------- | --------------------- | ------------------ | ------------------- | ------------------------------------------------- |
| USS Avenger (MCM-1)    | Peterson Shipbuilders | 12. September 1987 | 30. September 2014  |                                                   |
| USS Defender (MCM-2)   | Marinette Marine      | 30. September 1989 | 1. Oktober 2014     |                                                   |
| USS Sentry (MCM-3)     | Peterson Shipbuilders | 2. September 1989  |                     | San Diego                                         |
| USS Champion (MCM-4)   | Marinette Marine      | 8. Februar 1991    | 25. August 2020     |                                                   |
| USS Guardian (MCM-5)   | Peterson Shipbuilders | 16. Dezember 1989  | 15. Februar 2013    | Nach Auflaufen auf das Tubbataha-Riff abgebrochen |
| USS Devastator (MCM-6) | Peterson Shipbuilders | 6. Oktober 1990    |                     | San Diego                                         |
| USS Patriot (MCM-7)    | Marinette Marine      | 18. Oktober 1991   |                     | Sasebo                                            |
| USS Scout (MCM-8)      | Peterson Shipbuilders | 15. Dezember 1990  | 26. August 2020     |                                                   |
| USS Pioneer (MCM-9)    | Peterson Shipbuilders | 7. Dezember 1992   |                     | San Diego                                         |
| USS Warrior (MCM-10)   | Peterson Shipbuilders | 7. April 1993      |                     | San Diego                                         |
| USS Gladiator (MCM-11) | Peterson Shipbuilders | 18. September 1993 |                     | Manama                                            |
| USS Ardent (MCM-12)    | Peterson Shipbuilders | 18. Februar 1994   | 27. August 2020     |                                                   |
| USS Dextrous (MCM-13)  | Peterson Shipbuilders | 9. Juli 1994       |                     | Manama                                            |
| USS Chief (MCM-14)     | Peterson Shipbuilders | 5. November 1994   |                     | San Diego                                         |